# أدولف ماير (معماري)

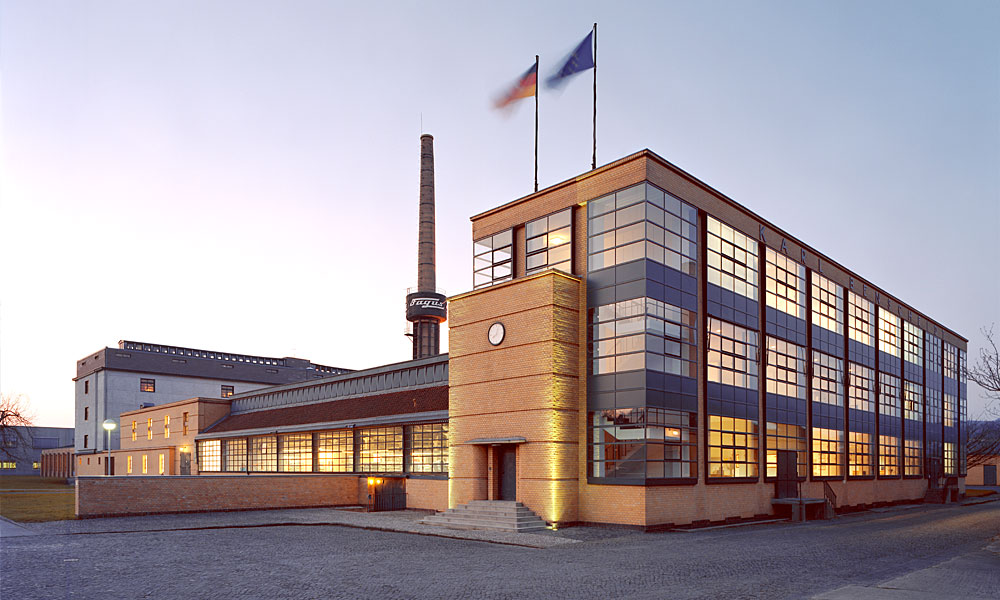
مصنغ فاغوس، بالتعاون مع والتر غروبيوس.

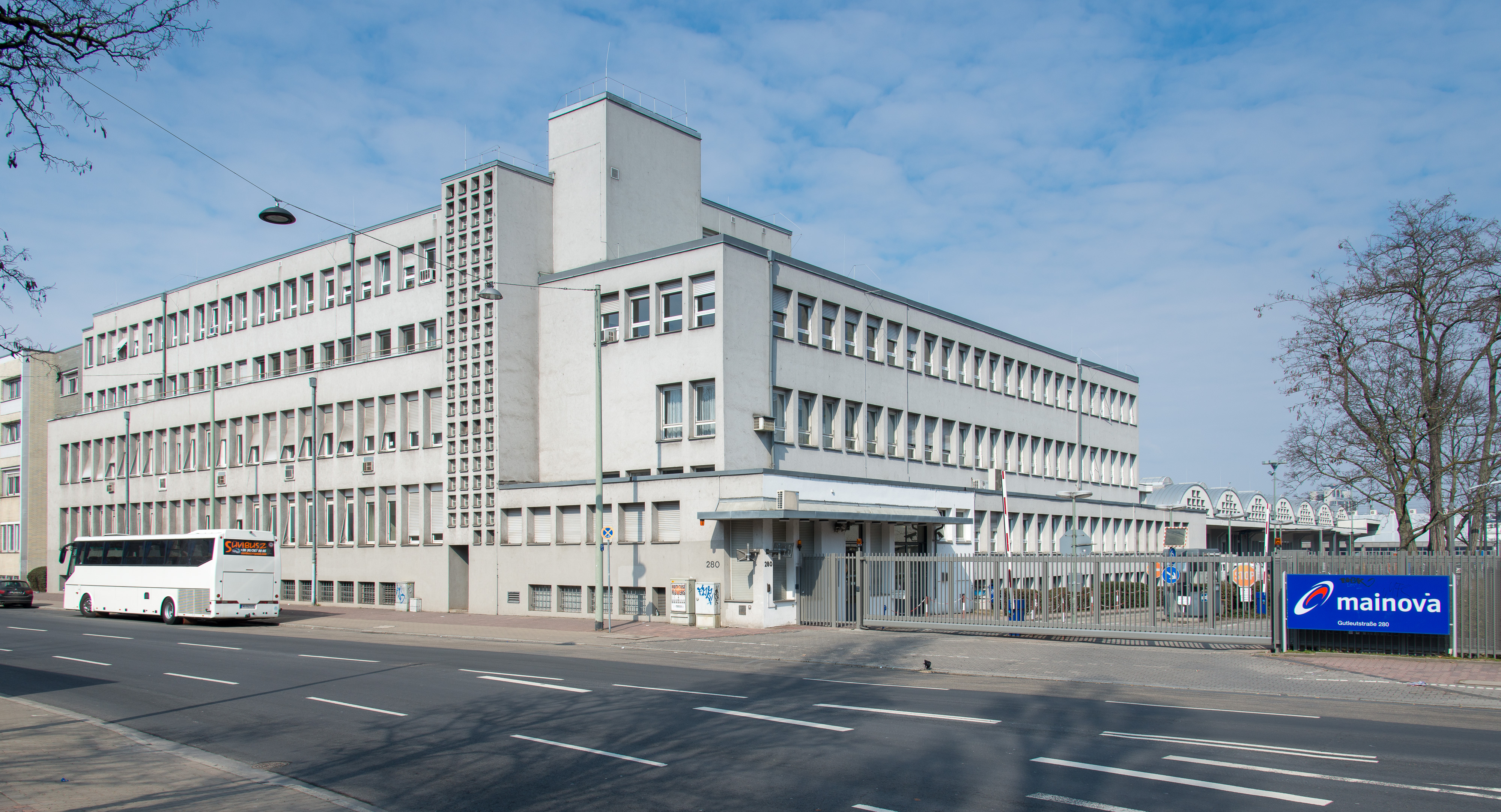
أحد أعمال ماير في فرانكفورت.

أدولف ماير ((بالألمانية: Adolf Meyer) ؛ 1881 - 1929) معماري ألماني. وهو تلميذ المعمار بيتر بيرنز، وأحد أعلام العمارة الموضوعية الجديدة.
أصبح ماير مدرب مكتب لشركة والتر غروبيوس عام 1915 وشريكا كاملا بعد ذلك. في عام 1919 عيّن غروبيوس ماير كمدرس في مدرسة باوهاوس، حيث كان يدرّس الرسم وتقنية البناء والتشييد. يُحسب لماير دخوله كشريك مصمم مع غروبيوس في مسابقة تصميم برج تريبيون في شيكاغو عام 1922. وقد شارك في عام 1926 كمعماري في مشروع فرانكفورت الجديدة، والذي كان برنامج إسكان ابتدأ عام 1925 واكتمل في 1930.

## وصلات خارجية
- السيرة الذاتية والصور في مدرس باوهاوس (بالألمانية)